# 175625 Canaryastroinst
175625 Canaryastroinst è un asteroide della fascia principale. Scoperto nel 2007, presenta un'orbita caratterizzata da un semiasse maggiore pari a 2,7388484 au e da un'eccentricità di 0,2148661, inclinata di 12,83217° rispetto all'eclittica.